# Gazda (czasopismo)
Gazda – czasopismo, ukazujące się nieregularnie w Zakopanem w roku 1927. Wyszło 6 numerów.
Jako wydawcy figurowali Wojciech Roj (numery 1 i 2) oraz Wojciech Brzega. Redaktorem był Franciszek Ursus-Siwiłło. Czasopismo publikowało głównie artykuły o tematyce społeczno-gospodarczej, rzadziej politycznej i kulturalnej. Wśród autorów byli m.in. Stefan Góra i Karol Stryjeński (pod pseudonimami) oraz sam W. Brzega, który publikował tu fragmenty swej twórczości.